# World Series of Poker 1983
De World Series of Poker 1983 werd gehouden in de Binion's Horseshoe in Las Vegas van 3 mei t/m 21 mei. Het was de 14de editie van de World Series of Poker, het grootste pokerevenement ter wereld.

## Toernooien
| Event                        | Winnaar                 | Prijs    | Tweede          |
| ---------------------------- | ----------------------- | -------- | --------------- |
| $2.500 Ace to Five Draw      | David Angel             | $46.250  | Mike Cox        |
| $1.500 No Limit Hold'em      | David Baxter            | $145.500 | Richard Klamian |
| $1.000 Seven Card Stud Split | Artie Cobb              | $52.000  | David Singer    |
| $800 Mixed Doubles           | Jim Doman & Donna Doman | $10.000  | Onbekend        |
| $1.000 Seven Card Stud       | Ken Flaton              | $62.000  | Stu Ungar       |
| $500 Ladies' Seven Card Stud | Carolyn Gardner         | $16.000  | Kim Bye         |
| $1.000 No Limit Hold'em      | Buster Jackson          | $124.000 | Rick Hamil      |
| $2.500 Match Play            | Berry Johnston          | $40.000  | Ray Zee         |
| $1.000 Seven Card Razz       | John Lukas              | $43.000  | Buddy McIntosh  |
| $1.000 Limit Hold'em         | Tom McEvoy              | $117.000 | Donnacha O'Dea  |
| $1.000 Limit Omaha           | David Sklansky          | $25.500  | Perry Green     |
| $1.000 Ace to Five Draw      | D Todd                  | $49.500  | Richard Stone   |
| $5.000 Seven Card Stud       | Stu Ungar               | $110.000 | Dewey Tomko     |

## Main Event
Het Main Event was het grootste toernooi van de WSOP van 1983. Het is een 10.000 dollar No-Limit Texas Hold'em toernooi. De winnaar van dit toernooi wordt gezien als de officieuze wereldkampioen poker. Er deden in totaal 108 spelers mee.

### Finaletafel
| Positie | Naam           | Prijs    |
| ------- | -------------- | -------- |
| 1       | Tom McEvoy     | $540.000 |
| 2       | Rod Peate      | $216.000 |
| 3       | Doyle Brunson  | $108.000 |
| 4       | Carl McKelvey  | $54.000  |
| 5       | Robert Geers   | $54.000  |
| 6       | Donnacha O'Dea | $43.200  |